# Adriano Pererira da Silva
Adriano Pereira da Silva (Salvador de Bahía, 3 de abril de 1982), futbolista brasilero. Juega de defensa es el Paraná de la Serie B de Brasil.

## Clubes
| Club        | País    | Año       |
| ----------- | ------- | --------- |
| Grêmio      | Brasil  | 2001-2004 |
| US Palermo  | Italia  | 2004-2005 |
| Atalanta BC | Italia  | 2005-2007 |
| AS Monaco   | Francia | 2007-2013 |
| Paraná      | Brasil  | 2015-     |

- Datos: Q5658418